# 寶路華 (公司)
寶路華（Bulova）是一家以美國紐約為基地的公司，以生產手表及時鐘為主要業務。

## 歷史
寶路華由美國一位來自波希米亞的移民約瑟夫·寶路華（Joseph Bulova，1851年─1936年）於1875年創立，當時名為「J.寶路華公司」（J. Bulova Company）。後來在1923年公司重組成為「寶路華手表公司」（Bulova Watch Company），並於1979年成為Loews Corporation的一部份。「寶路華」這個姓很可能源自波蘭語的，是一種儀仗式的權杖。
1941年7月1日寶路華在美國以九美元放映電視史上第一支電視廣告，在道奇隊和費城人隊棒球賽前播放。
1993年，宝路华被香港中南集团收购。2008年，日本著名手錶廠商星辰錶以兩億四千七百萬美元收購寶路華，其典型的創新突破工藝為音叉錶。

## 體育贊助
- 寶路華足球隊：寶路華公司過去曾經贊助過的一支香港足球隊。

## 外部連結
- 寶路華官方網頁 （页面存档备份，存于）
- 寶路華女裝錶不同型號比較